# Philippine Engelhard
Philippine Engelhard (21 de octubre de 1756-28 de septiembre de 1831) fue una intelectual y poeta alemana. Perteneció al grupo llamado Universitätsmamsellen, un grupúsculo de cinco mujeres de gran cultura y formación académica, muy activas durante los siglos XVIII y XIX, hijas de académicos de la Universidad de Göttingen. Junto a Engelhard, figuran Meta Forkel-Liebeskind, Caroline Schelling, Therese Huber y Dorothea Schlözer.

## Vida
Philippine fue la tercera hija del profesor de historia imperial y diplomacia Johann Christoph Gatterer, quien fue nombrado miembro de la Universidad de Gotinga en 1759, y Helene Barbara Gatterer, de soltera Schubart. Su hermano fue el más tarde profesor de la Universidad de Heidelberg, Christoph Wilhelm Gatterer. Pasó su infancia y juventud en Gotinga. Desarrolló intereses literarios a una edad temprana y ayudó a su padre en su biblioteca con transcripciones y conferencias.
El ambiente literario y académico en la universidad y la interacción con los colegas del padre y sus familias, incluidos Christian Gottlob Heyne , Abraham Gotthelf Kästner , August Ludwig Schlözer y Georg Christoph Lichtenberg, fueron formativos para Philippine . Recibió importantes sugerencias de contactos con estudiantes universitarios y visitas de importantes científicos y personalidades en casa. Perteneció al grupo de hijas de profesores que pasaron a la literatura como "damas universitarias" y que alcanzó una gran fama, entre ellos Caroline Schlegel, Meta Forkel-Liebeskind y Dorothea Schlözer .
En 1778 conoció a Georg Forster, quien le escribió sobre su poesía. Su amiga de la infancia Therese Huber, hija de Christian Gottlob Heyne y casada con Georg Forster, publicó fragmentos en prosa de Engelhard. 
Engelhard se casó con Johann Philipp Engelhard, Consejero Privado de Hessen-Kassel y director del Hessian War College, el 23 de noviembre de 1780, y vivió en Kassel. Escribió hasta bien entrada la vejez y mantuvo relaciones con la familia de los hermanos Grimm, Achim von Arnim, Bettina von Arnim, Anton Matthias Sprickmann y Elisa von der Recke. Tuvo una gran amistad durante toda su vida con Charlotte von Eine.
Fue madre de diez hijos, entre ellos Louise Wilhelmine, que se casó con el empresario de Magdeburgo Johann Gottlob Nathusius en 1809 y se convirtió en la madre ancestral de una gran familia.
El 28 de septiembre de 1831 murió de un derrame cerebral después de una infección renal. Fue enterrada en el cementerio de Blankenburg.